# Spomen soba u Dubrovniku
Spomen soba u Dubrovniku smještena je u palači Sponzi i u njoj se nalaze slike i imena poginulih branitelja tijekom napada na Grad 1991./1992.
1997. godine branitelji Grada Dubrovnika dali su inicijativu utemeljiti Spomen sobu poginulim dubrovačkim braniteljima. U rujnu 2000. odlučeno je Spomen sobu poginulim dubrovačkim braniteljima smjestiti u prizemlju palače Sponza. Državni arhiv u Dubrovniku uredio je prostor. U studenom 2004. godine u novom reprezentativnom prostoru Grad Dubrovnik uređuje novi prostor i otvara novi postav Spomen sobe poginulim dubrovačkim braniteljima s artefaktima iz Domovinskog rata.